# نیروی پدافند هوایی قزاقستان
نیروی پدافند هوایی قزاقستان (قزاقی: Әуе қорғаныс күштері) نیروی هوایی زیرمجموعه نیروهای مسلح قزاقستان است، که فعالیت خود را از سال ۱۹۹۸ آغاز کرد و هم‌اکنون دارای ۲ بازوی جنگ هوایی و پدافند هوایی می‌باشد.